# Мопра (телескоп)
Мопра (англ. Mopra) — 22-метровий радіотелескоп, розташований в Австралії поблизу Кунабарабрана, який працює під керівництвом CSIRO і є частиною Національного закладу австралійського телескопа. Назва походить від розташованої неподалік скелі Мопра. Поруч з радіотелескопом також знаходиться оптична обсерваторія Сайдинг-Спрінг у національному парку Воррамбангл.
Телескоп має нішеве обладнання, яке дозволяє спостерігати за широкою смугою пропускання в міліметровому діапазоні хвиль. Крім того, як частина Національного закладу австралійського телескопа, він часто застосовується в поєднанні з іншими антенами (наприклад, Компактною решіткою Австралійського телескопа у Наррабрі та 64-метровою антеною обсерваторії Паркса), щоб сформувати решітку радіоінтерферометр з наддовгою базою.
У 2006 році було введено в експлуатацію спектрометр Mopra (англ. Mopra Spectrometer, MOPS), здатний спостерігати на частотах 75–115 ГГц.
До 2006 року вчені працювали на телескопі, відвідуючи його. Взимку 2006 року режим за замовчуванням став дистанційним. 13 січня 2013 року телескопу загрожувала лісова пожежа в Кунабарабрані. Він зберігся, але будівля зазнала значних пошкоджень.
27 травня 2014 року стало відомо, що згідно бюджету CSIRO на 2014 рік телескоп планують закрити. 16 вересня 2015 року група дослідників  краудфандингом зібрали 65 000 доларів і таким чином тимчасово відклали закриття.